# カルロス4世 (スペイン王)
カルロス4世（スペイン語: Carlos IV, 1748年11月11日 - 1819年1月20日）は、ブルボン（ボルボン）朝のスペイン国王（在位：1788年12月14日 - 1808年3月19日）である。

## 生涯

### 生い立ち
カルロス4世はカルロス3世と、マリア・アマリア・デ・サホニアの次男として生まれた。父が両シチリア王在位中にポルティチで生まれた。兄フェリペは知能の発育の問題とてんかんで王位に就けなかった。カルロス4世は、ポーランド王兼ザクセン選帝侯アウグスト3世の娘である母の血統から素晴らしい体格と強靭な体力を受け継ぎ、若いときは農村で自分の知る限りの最強の男たちとレスリングをするのが好きだった。一方知性の面では優れた君主だった父に似ず、多くの人から鈍感でとにかく馬鹿正直だと思われていた。父王でさえ、彼と話をするごとに「カルロス、お前はバカだな。」と言っていたほどである。父から、従妹のパルマ公女マリア・ルイサとの結婚が決定したと知らされ、彼は女性と付き合ったことがなく、どうしたらいいのか途方に暮れた。その時も、父は「バカだなカルロス。女なんかみんな同じだ！」と一喝したのみだった。一方、王妃のマリア・ルイサ・デ・パルマは多くの人（フランシスコ・デ・ゴヤなど）から王を完全に支配する性悪で粗野な女と見られていた。
父の存命中に国王のお気に入りの大臣を追い出してペドロ・パブロ・アランダ（アラゴン党代表）に置き換えようとして、妻の手で審問に引き出されてしまった。

### 即位
1788年に即位すると、真剣に取り組んだ仕事は狩りであった。公務は王妃とお気に入りのマヌエル・デ・ゴドイに任せることになった。ゴドイは事実上、王妃と執務室を自分のものにしたが、王は自分の生活全てをゴドイに預けた。フランス革命に恐怖を感じると、カルロス3世の改革を更に推し進めようとする政党と対立するゴドイを手助けできる異端審問に転じた。しかし、政治の成り行きに口を挟む程度のことしかせず、単に王妃とゴドイの言いなりでしかなかった。1803年娘のマリーア・ルイーサが天然痘に感染すると、王は医師のフランシスコ・デ・バルミスに国費でスペイン植民地にワクチンを運ぶよう指示した。
王は王権神授説を信奉し、自分が神聖な存在だという信念があった。王権が非常に強力に映ることがとても重要だと考えていたが、スペイン王国はフランスからは属国程度の扱いしか受けられず、王位は王妃とお気に入りのなすがままであった。スペインはフランスと同盟し、大陸封鎖を支援したが、トラファルガーの海戦後に撤退した。この海戦で全艦隊を失い、1807年のナポレオンによるイベリア半島侵入を許す密約で国民の怒りを買い、アランフエスの暴動を導いた。
ナポレオンが1807年にロシアに戦勝すると、ゴドイはフランス寄りに転じたが、フランスはもはやスペインとの同盟に価値を認めなくなっていた。しかし、フランスとの同盟でさえ、ゴドイの支配を弱体化させ、イギリスとの密接な関係を模索するフェルナンド派（フェルナンド王太子の支持者）を勢い付かせた。

### 退位
息子フェルナンドがナポレオンにゴドイを辞めさせるよう訴えたと聞かされて、カルロスはお気に入りのゴドイの擁護に回った。
1808年3月、民衆がアランフエスで蜂起すると、3月19日に退位し、フェルナンド7世が即位した。しかし、このときスペインに10万の兵を送っていたナポレオンからは信用されなかった。
カルロスはフランスに逃がれ、ナポレオンに囚われた。息子に殴り掛かりたい思いを抑えるのに苦しむ日々を過ごした。フェルナンドも退位を余儀なくされ、ナポレオンの兄ジョゼフがスペイン王に即位した。カルロスはフランス皇帝から住まいを与えられて、残りの人生を妻とゴドイに囲まれて過ごした。1819年1月20日、ローマで死去した。

## 子女

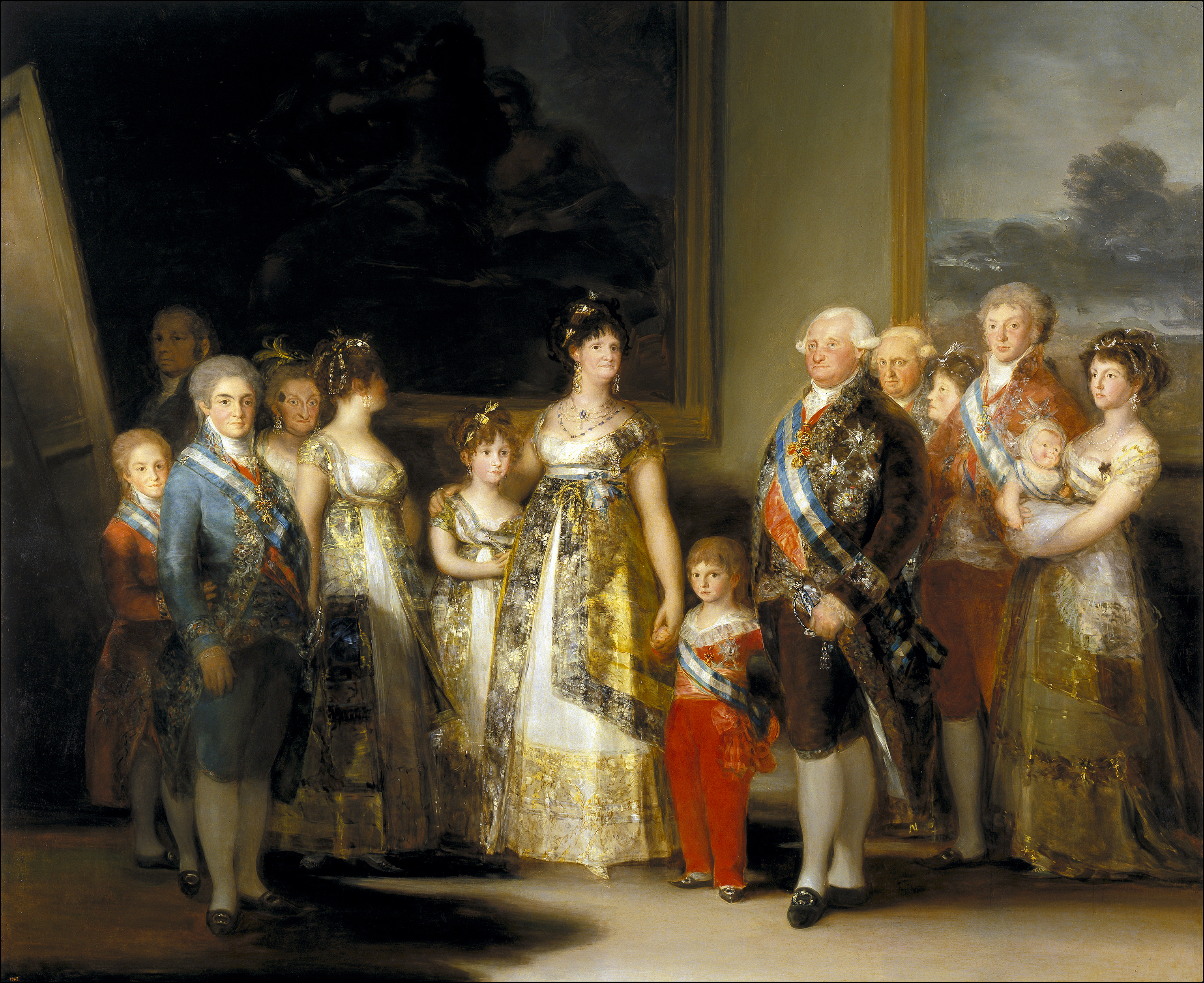
「カルロス4世の家族」（1800-1801年）（フランシスコ・デ・ゴヤ画、プラド美術館）

カルロス4世は従妹マリア・ルイサ・デ・パルマ（パルマ公フィリッポの娘）と1765年に結婚した。子供は14人生まれ、このうち7人が成人した。
- カルロッタ・ジョアキナ（1775年4月25日 - 1830年1月7日）　ポルトガル王ジョアン6世と結婚。
- マリーア・アマリア（1779年1月9日 - 1798年7月27日）　叔父アントニオ王子と結婚。
- マリーア・ルイーサ（1782年7月6日 - 1824年3月13日）　エトルリア王ルドヴィーコと結婚。
- フェルナンド7世（1784年 - 1833年）
- カルロス（1788年3月29日 - 1855年3月10日）　モンテ・マリナ伯爵。カルリスタの王位僭称者。
- マリーア・イサベル（1789年7月6日 - 1848年9月13日）　従兄の両シチリア王フランチェスコ1世、次いでバルソ伯爵フランチェスコと結婚。
- フランシスコ・デ・パウラ（1794年3月10日 - 1865年8月13日）　カディス公。姪ルイサ・カルロタ（マリーア・イサベルと両シチリア王フランチェスコ1世の娘）と結婚。長男フランシスコ・デ・アシースはイサベル2世と結婚。